# Scottish Premier League 2008/09
Die Scottish Premier League wurde 2008/09 zum elften Mal ausgetragen. Es war zudem die 112. Austragung der höchsten Fußball-Spielklasse innerhalb der Scottish Football League, in welcher der Schottische Meister ermittelt wurde. In der Saison 2008/09 traten 12 Vereine in insgesamt 38 Spieltagen gegeneinander an. Jedes Team spielte jeweils einmal zu Hause und auswärts gegen jedes andere Team in der 1. Runde. Danach wurde die Liga auf zwei Hälften geteilt, in denen die Mannschaften noch einmal gegeneinander spielen. Bei Punktgleichheit zählte die Tordifferenz.
Die Glasgow Rangers gewannen zum insgesamt 52. Mal in der Vereinsgeschichte die schottische Meisterschaft. Die Rangers qualifizierten sich als Meister für die Champions League Saison-2009/10. Vizemeister Celtic Glasgow spielte auch in der Champions League wegen der verbesserten Position von Schottland in der UEFA-Fünfjahreswertung. Der unterlegene Pokalfinalist FC Falkirk sowie der Drittplatzierte Heart of Midlothian und Viertplatzierte FC Aberdeen qualifizierten sich für die Europa League. Zusätzlich erhielt der FC Motherwell einen Platz für die Europa League als fairste Mannschaft der schottischen Liga in der Fair-Play-Wertung. Inverness Caledonian Thistle stieg am Saisonende in die First Division ab. Mit 27 Treffern wurde Kris Boyd von den Glasgow Rangers Torschützenkönig.

## 1. Runde

### Tabelle
| Pl. | Verein                       | Sp. | S  | U  | N  | Tore    | Diff. | Punkte |
| --- | ---------------------------- | --- | -- | -- | -- | ------- | ----- | ------ |
| 1.  | Celtic Glasgow (M)           | 33  | 22 | 8  | 3  | 075:300 | +45   | 74     |
| 2.  | Glasgow Rangers (P, L)       | 33  | 22 | 7  | 4  | 068:260 | +42   | 73     |
| 3.  | Heart of Midlothian          | 33  | 15 | 9  | 9  | 037:340 | +3    | 54     |
| 4.  | Dundee United                | 33  | 12 | 13 | 8  | 043:400 | +3    | 49     |
| 5.  | FC Aberdeen                  | 33  | 13 | 9  | 11 | 036:330 | +3    | 48     |
| 6.  | Hibernian Edinburgh          | 33  | 10 | 12 | 11 | 038:410 | −3    | 42     |
| 7.  | FC Motherwell                | 33  | 11 | 8  | 14 | 036:440 | −8    | 41     |
| 8.  | FC Kilmarnock                | 33  | 9  | 7  | 17 | 031:430 | −12   | 34     |
| 9.  | FC St. Mirren                | 33  | 8  | 10 | 15 | 028:440 | −16   | 34     |
| 10. | Hamilton Academical (N)      | 33  | 10 | 4  | 19 | 026:470 | −21   | 34     |
| 11. | Inverness Caledonian Thistle | 33  | 9  | 5  | 19 | 032:520 | −20   | 32     |
| 12. | FC Falkirk                   | 33  | 6  | 10 | 17 | 032:480 | −16   | 28     |

Platzierungskriterien: 1. Punkte – 2. Tordifferenz – 3. geschossene Tore

| Saison 2008/09 |

| Zum Saisonende 2007/08 |                                   |
| (M)                    | Meister des Vorjahres             |
| (P)                    | Pokalsieger des Vorjahres         |
| (L)                    | Ligapokalsieger des Vorjahres     |
| (N)                    | Aufsteiger aus der First Division |

## 2. Runde

### Meisterschafts-Play-offs
| Pl. | Verein                 | Sp. | S  | U  | N  | Tore    | Diff. | Punkte |
| --- | ---------------------- | --- | -- | -- | -- | ------- | ----- | ------ |
| 1.  | Glasgow Rangers (P, L) | 38  | 26 | 8  | 4  | 077:280 | +49   | 86     |
| 2.  | Celtic Glasgow (M)     | 38  | 24 | 10 | 4  | 080:330 | +47   | 82     |
| 3.  | Heart of Midlothian    | 38  | 16 | 11 | 11 | 040:370 | +3    | 59     |
| 4.  | FC Aberdeen            | 38  | 14 | 11 | 13 | 041:400 | +1    | 53     |
| 5.  | Dundee United          | 38  | 13 | 14 | 11 | 047:500 | −3    | 53     |
| 6.  | Hibernian Edinburgh    | 38  | 11 | 14 | 13 | 042:460 | −4    | 47     |

| Saison 2008/09 |

| Zum Saisonende 2007/08 |                               |
| (M)                    | Meister des Vorjahres         |
| (P)                    | Pokalsieger des Vorjahres     |
| (L)                    | Ligapokalsieger des Vorjahres |

### Abstiegs-Play-offs
| Pl. | Verein                       | Sp. | S  | U  | N  | Tore    | Diff. | Punkte |
| --- | ---------------------------- | --- | -- | -- | -- | ------- | ----- | ------ |
| 7.  | FC Motherwell                | 38  | 13 | 9  | 16 | 046:510 | −5    | 48     |
| 8.  | FC Kilmarnock                | 38  | 12 | 8  | 18 | 038:480 | −10   | 44     |
| 9.  | Hamilton Academical (N)      | 38  | 12 | 5  | 21 | 030:530 | −23   | 41     |
| 10. | FC Falkirk                   | 38  | 9  | 11 | 18 | 047:520 | −5    | 38     |
| 11. | FC St. Mirren                | 38  | 9  | 10 | 19 | 033:520 | −19   | 37     |
| 12. | Inverness Caledonian Thistle | 38  | 10 | 7  | 21 | 037:580 | −21   | 37     |

| Saison 2008/09 |

| Zum Saisonende 2007/08 |                                   |
| (N)                    | Aufsteiger aus der First Division |

## Die Meistermannschaft der Glasgow Rangers
(Spieler mit mindestens 5 Einsätzen wurden berücksichtigt; in Klammern sind die Spiele und Tore angegeben)
| 1.              | Glasgow Rangers |
| Glasgow Rangers | - Tor: Neil Alexander (11/-), Allan McGregor (27/-) - Abwehr: Madjid Bougherra (31/1), Kirk Broadfoot (27/-), Christian Dailly (9/-), Saša Papac (29/1), Steven Smith (5/-), David Weir (36/2), Steven Whittaker (24/2) - Mittelfeld: Charlie Adam (9/-), DaMarcus Beasley (10/-), Steven Davis (34/6), Maurice Edu (12/2), Barry Ferguson (22/2), John Fleck (8/1), Lee McCulloch (12/-), Pedro Mendes (35/3), Nacho Novo (29/5), Kevin Thomson (11/1) - Sturm: Kris Boyd (35/27), Jean-Claude Darcheville (8/1), Kyle Lafferty (25/6), Kenny Miller (30/10), Andrius Velička (8/4) - Trainer: Walter Smith |

## Torschützenliste
| Platz | Spieler         | Nationalität | Club                | Tore |
| ----- | --------------- | ------------ | ------------------- | ---- |
| 1.    | Kris Boyd       | Schottland   | Glasgow Rangers     | 27   |
| 2.    | Scott McDonald  | Australien   | Celtic Glasgow      | 16   |
| 3.    | Giorgos Samaras | Griechenland | Celtic Glasgow      | 15   |
| 4.    | David Clarkson  | Schottland   | FC Motherwell       | 13   |
| 5.    | Derek Riordan   | Schottland   | Hibernian Edinburgh | 12   |

## Stadien
| Team                         | Stadion                              | Plätze |
| ---------------------------- | ------------------------------------ | ------ |
| Celtic Glasgow               | Celtic Park                          | 60.832 |
| Glasgow Rangers              | Ibrox Stadium                        | 51.082 |
| FC Aberdeen                  | Pittodrie Stadium                    | 22.199 |
| FC Kilmarnock                | Rugby Park                           | 18.128 |
| FC Hibernian                 | Easter Road                          | 17.500 |
| Heart of Midlothian          | Tynecastle Stadium                   | 17.420 |
| Dundee United                | Tannadice Park                       | 14.209 |
| FC Motherwell                | Fir Park                             | 13.742 |
| FC St. Mirren                | Love Street (bis 31. Januar 2009)    | 10.800 |
|                              | St. Mirren Park (ab 31. Januar 2009) | 08.016 |
| Inverness Caledonian Thistle | Caledonian Stadium                   | 07.500 |
| FC Falkirk                   | Falkirk Stadium                      | 06.935 |
| Hamilton Academical          | New Douglas Park                     | 06.000 |

## Auszeichnungen während der Saison
| Monat          | Trainer des Monats                     | Spieler des Monats                 |
| -------------- | -------------------------------------- | ---------------------------------- |
| August 2008    | Jim Jefferies (FC Kilmarnock)          | Pedro Mendes (Glasgow Rangers)     |
| September 2008 | Gordon Strachan (Celtic Glasgow)       | Giorgos Samaras (Celtic Glasgow)   |
| Oktober 2008   | Gus MacPherson (FC St. Mirren)         | Scott Brown (Celtic Glasgow)       |
| November 2008  | Gordon Strachan (Celtic Glasgow)       | Bruno Aguiar (Heart of Midlothian) |
| Dezember 2008  | Gus MacPherson (FC St. Mirren)         | Lee Miller (FC Aberdeen)           |
| Januar 2009    | Billy Reid (Hamilton Academical)       | Tomáš Černý (Hamilton Academical)  |
| Februar 2009   | Mark McGhee (FC Motherwell)            | Andy Dorman (FC St. Mirren)        |
| März 2009      | Mixu Paatelainen (Hibernian Edinburgh) | Scott McDonald (Celtic Glasgow)    |
| April 2009     | Walter Smith (Glasgow Rangers)         | Andy Dorman (FC St. Mirren)        |